# Camastra
Camastra (Camaṣṭra in siciliano) è un comune italiano di 1 972 abitanti del libero consorzio comunale di Agrigento in Sicilia.
Nel 1929 fu soppresso e aggregato al comune di Naro fino al 1946, quando fu ricostituito.

## Geografia fisica

### Territorio
Camastra si trova fra i comuni di Naro, Palma di Montechiaro e Licata e dista circa 25 km dal capoluogo di provincia. Il centro urbano, a 340 metri s.l.m., gode di un clima mite e poco umido. Il mare con spiagge sabbiose è raggiungibile in 20/25 minuti.

## Storia
Per risalire alle origini di Camastra dobbiamo ricordare che il territorio su cui sorge venne ceduto dal re Federico II al nobile Galvano Bonfiglio e per altre notizie dobbiamo avanzare nel tempo sino al 1408, quando Matteo Palagonia, figlio di Francesco, che fu uno dei vicari della regina Maria ne venne in possesso per diritto della madre Macalda Sosa.
A Matteo Palagonia successe, il 15 maggio 1478, Mazziotto. Quest'ultimo lasciò il feudo nel 1510 al figlio Giovanni, il quale a sua volta lo diede in dote alla figlia Filippa che andò in sposa a Bernardo Lucchesi. E fu proprio un Lucchesi, Giacomo, che nel 1620 fondò Camastra, altrimenti della Ramulia, divenendone cinque anni dopo duca, con diploma del re Filippo.
Camastra in quei tempi non dovette essere altro che una fattoria, dove però ben presto trovarono asilo molti fuoriusciti dei centri vicini. Si trattava soprattutto di accusati o condannati per svariati reati pubblici. Camastra in tal modo vide un discreto sviluppo in pochi anni e da piccola fattoria si trasformò in centro abitato ed entrò a far parte della Comarca di Naro.

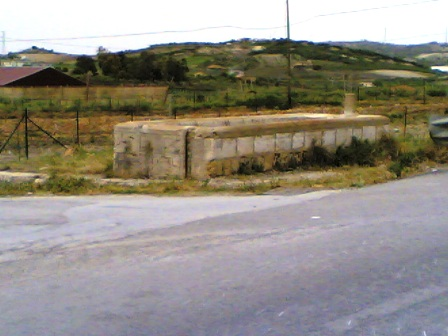
Il vecchio abbeveratoio

La prima chiesa edificata fu quella del SS. Salvatore. Oltre a questo edificio sacro vi erano una quarantina di case. La popolazione non superava le 60 unita. Ma già il censimento del 1713 vide un sensibile aumento demografico. Si contano più di 300 abitanti residenti in un centinaio di case.
Lo sviluppo è costante anche negli anni seguenti, tanto che un secolo e mezzo fa a Camastra risiedevano già un migliaio di abitanti. Lo sviluppo socioeconomico del paese è stato comunque sempre piuttosto modesto e anche questo piccolo centro dell'agrigentino ha conosciuto la triste piaga dell'emigrazione.

### Simboli
Lo stemma del comune di Camastra è stato riconosciuto con decreto ministeriale del 2 marzo 1880.
Il gonfalone è un drappo partito di giallo e di azzurro.

## Monumenti e luoghi d'interesse

### Architetture militari
- Castellazzo di Camastra

## Società

### Evoluzione demografica
Abitanti censiti

## Economia

### Agricoltura
Il territorio del comune è compreso nella zona di produzione del Pistacchio di Raffadali D.O.P.

## Infrastrutture e trasporti

### Strade
Il comune è interessato dalla Strada statale 410 di Naro.

## Amministrazione
Di seguito è presentata una tabella relativa alle amministrazioni che si sono succedute in questo comune.
| Periodo        | Periodo        | Primo cittadino            | Partito                                                      | Carica              | Note  |
| -------------- | -------------- | -------------------------- | ------------------------------------------------------------ | ------------------- | ----- |
| 18 giugno 1985 | 26 maggio 1990 | Vincenzo Di Caro           | Partito Socialista Italiano                                  | Sindaco             | [ 8 ] |
| 26 maggio 1990 | 14 giugno 1994 | Vincenzo Di Caro           | Partito Socialista Italiano                                  | Sindaco             | [ 8 ] |
| 14 giugno 1994 | 25 maggio 1998 | Vincenzo Di Caro           | Partito Socialista Italiano                                  | Sindaco             | [ 8 ] |
| 25 maggio 1998 | 27 maggio 2003 | Vincenzo Di Caro           | partito socialista siciliano                                 | Sindaco             | [ 8 ] |
| 6 luglio 2001  | 27 maggio 2003 | Calogero Di Carlo          |                                                              | Comm. straordinario | [ 8 ] |
| 27 maggio 2003 | 17 giugno 2008 | Angelo Cascià              | lista civica                                                 | Sindaco             | [ 8 ] |
| 17 giugno 2008 | 11 giugno 2013 | Giovanni Prato             | lista civica                                                 | Sindaco             | [ 8 ] |
| 11 giugno 2013 | 12 aprile 2018 | Angelo Cascià              | lista civica: Camastra avanti - autonomia lavoro progresso   | Sindaco             | [ 8 ] |
| 12 aprile 2018 | 4 ottobre 2020 | Giuseppe Salvatore Ciarcià |                                                              | Comm. straordinario | [ 8 ] |
| 4 ottobre 2020 | in carica      | Dario Gaglio               | lista civica: Progetto Camastra - autonomia lavoro progresso | Sindaco             | [ 8 ] |

### Altre informazioni amministrative
Il comune di Camastra fa parte delle seguenti organizzazioni sovracomunali: regione agraria n.4 (Colline del Salso e di Naro).